# Diplocarpa bloxamii
Diplocarpa bloxamii är en svampart som först beskrevs av Berk. ex W. Phillips, och fick sitt nu gällande namn av Seaver 1937. Enligt Catalogue of Life ingår Diplocarpa bloxamii i släktet Diplocarpa, ordningen disksvampar, klassen Leotiomycetes, divisionen sporsäcksvampar och riket svampar, men enligt Dyntaxa är tillhörigheten istället släktet Diplocarpa, familjen Sclerotiniaceae, ordningen disksvampar, klassen Leotiomycetes, divisionen sporsäcksvampar och riket svampar. Arten är reproducerande i Sverige. Inga underarter finns listade i Catalogue of Life.